# Итака (Мичиген)
Итака (Мичиген) (енгл. Ithaca) град је у америчкој савезној држави Мичиген. По попису становништва из 2010. у њему је живело 2.910 становника.

## Демографија
Према попису становништва из 2010. у граду је живело 2.910 становника, што је 188 (6,1%) становника мање него 2000. године.
| Група             | 2000.         | 2010.         |
| Белци             | 2.888 (93,2%) | 2.645 (90,9%) |
| Афроамериканци    | 7 (0,2%)      | 15 (0,5%)     |
| Азијати           | 11 (0,4%)     | 17 (0,6%)     |
| Хиспаноамериканци | 163 (5,3%)    | 181 (6,2%)    |
| Укупно            | 3.098         | 2.910         |